# Andrés del Busto y López
Andrés del Busto y López (1832-1899) fue un médico, académico y político español.

## Biografía
Nació el 3 de marzo de 1832. Marqués del Busto, fue catedrático de la Facultad de Medicina, académico y médico de cámara. Como periodista fue uno de los directores de El Porvenir Médico (Madrid, 1853-1856), además de dirigir La España Médica, que cesó en 1866. Antes había dirigido también La Iberia Médica, que se refundó en la publicación anterior. Creó un premio anual concedido por la Academia de Medicina. Del Busto, que ocupó el cargo de senador por la provincia de Gerona en 1896, falleció el 29 de diciembre de 1899.